# Pergam (Air Gegas)
Pergam is een bestuurslaag in het regentschap Bangka Selatan van de provincie Bangka-Belitung, Indonesië. Pergam telt 2511 inwoners (volkstelling 2010).